# گونای کاراجااوغلو
گونای کاراجااوغلو، (زاده ۱۳ مارس ۱۹۷۱ (میلادی))بازیگر زن تلویزیون و سینمای اهل ترکیه است.

## زندگی
وی در ۱۳ مارس ۱۹۷۱ در شهر قیصریه ترکیه به دنیا آمد. در سال ۱۹۹۱ به دانشگاه راه یافته و توانست در سال ۱۹۹۵ در رشته هنر فارغ‌التحصیل شود. شوکت چروه همسر سابق وی است.

## فیلم‌شناسی
- حال و هوای یک داستان (مجموعه تلویزیونی) الماس -۲۰۱۴
- اروپا اروپا (مجموعه تلویزیونی) سعادت گورلین -۲۰۱۳
- ۲۰ دقیقه (سریال تلویزیونی) - ۲۰۱۳
- طلاهای استانبول (مجموعه تلویزیونی) ۲۰۱۱
- سفره محبت (مجموعه تلویزیونی) ۲۰۱۰
- با من بیا (TV series) 2010
- عشق من، عشق من (TV series) 2008 حادثه (فصل ۱۳)
- جمهوری عثمانی ۲۰۰۸
- پرستار مری (مجموعه تلویزیونی) ۲۰۰۸
- من پشت (مجموعه تلویزیونی) ۲۰۰۷
- پسری که جهان را نجات داد، ۲۰۰۶
- سرنوشت (مجموعه تلویزیونی) ۲۰۰۵
- دانستنی‌های زندگی (مجموعه تلویزیونی) ۲۰۰۳
- ساخت و ساز ۲۰۰۳
- خانم‌ها و آقایان (مجموعه تلویزیونی) ۲۰۰۲
- نیمه یک سیب (مجموعه تلویزیونی)
- پنج نفر (مجموعه تلویزیونی) ۲۰۰۲
- هتل ما (مجموعه تلویزیونی) ۲۰۰۱
- هفت تپه استانبول (مجموعه تلویزیونی) ۲۰۰۱
- ابوذر قذائف ۲۰۰۰
- پشیمانم لیلا (مجموعه تلویزیونی) ۲۰۰۰
- فاحشه بیزانس ۱۹۹۹
- لمس حیوانات (مجموعه تلویزیونی) ۱۹۹۷
- نهفته است (مجموعه تلویزیونی) ۱۹۹۶
- شهناز تانگو (مجموعه تلویزیونی) ۱۹۹۴